# Martin Auer

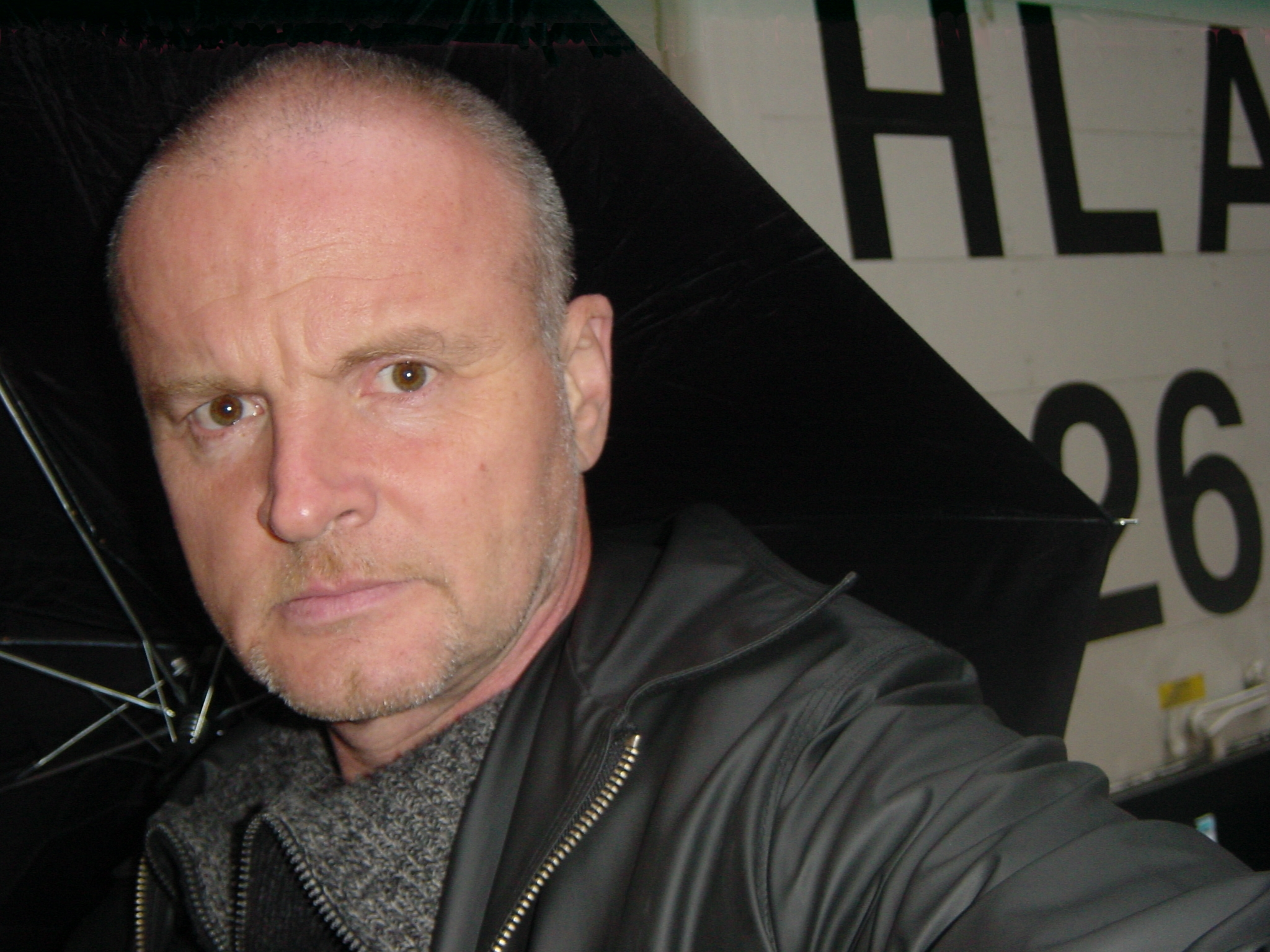
Martin Auer 2002

Martin Auer (* 14. Jänner 1951 in Wien) ist ein österreichischer Schriftsteller.

## Leben
Martin Auer ist ein Urenkel von Jakob Sokopp und Sohn von Gertrude (geb. Sokopp) und Georg Auer. Er war von 1971 bis 1977 Dramaturg, Schauspieler und Musiker am Theater im Künstlerhaus Wien. Danach wirkte er als freischaffender Künstler mit der Volksmusik-Gruppe Dreschflegel und als freier Liedermacher. Dann war er einige Jahre als Journalist und in Werbung und Public Relations tätig. Er legte die Magierprüfung ab und arbeitete eine Zeit lang als Zauberkünstler, machte auch wieder Musik mit der Folkgruppe Regenpfeifer.
Seit 1986 ist Auer freier Schriftsteller und Geschichtenerzähler, außerdem Schauspieler, Kabarettist und Übersetzer (Flunkerfisch, 2007).

## Werke

### Bücher

#### Für Kinder
- Was niemand wissen kann. Seltsame Verse und sonderbare Geschichten. 1986.
- Der Sommer des Zauberers. Eine Geschichte voller Geschichten. 1988.
- Bimbo und sein Vogel. Illustriert von Simone Klages. 1988. Neuauflage: Beltz & Gelberg, Weinheim/Basel 2007, ISBN 978-3-407-76043-2.
- Von Pechvögeln und Unglücksraben. 1989.
- Als Viktoria allein zu Hause war. Illustriert von Simone Klages. Mödling/Wien 1993, ISBN 3-85264-415-1.
- Joscha unterm Baum. Illustriert von Christine Sormann. Mödling/Wien 1994, ISBN 3-85264-422-4.
- Was die alte Maiasaure erzählt. Ein Bilderbuch über die Evolution. St. Gabriel 1996.
- Warum der Hase lange Ohren hat. Illustriert von Linda Wolfsgruber. Gabriel, Wien 1999, ISBN 3-7072-6600-1 (Übersetzungen ins Englische und Französische).
- Prinzessin Rotznase. Illustriert von Linda Wolfsgruber. Bibliothek der Provinz, 2000.
- Der seltsame Krieg. Beltz und Gelberg 2000, ISBN 978-3-407-78436-0.
- mit Manuela Olten: Das ganz, ganz kleine Schwein mit dem ganz, ganz großen Hunger. Beltz & Gelberg, Weinheim/Basel 2008, ISBN 978-3-407-79367-6.
- mit Axel Scheffler: Lieschen Radieschen und der Lämmergeier. Beltz & Gelberg, Weinheim/Basel 2010, ISBN 978-3-407-74190-5.
- Ich das machen, sagt Frau Jovanovic. Sauerländer 2011, ISBN 978-3-7941-6191-1.

#### Für Erwachsene
- Ich aber erforsche das Leben. Die Lebensgeschichte des Jean-Henri Fabre. Beltz, Weinheim 1995, ISBN 3-407-80829-1.
- Küss die Hand, gute Nacht, die liebe Mutter soll gut schlafen. Kerle 1996, ISBN 978-3-451-70188-7.
- Blues und Balladen. Gedichte. Grasl 1999, ISBN 978-3-85098-242-9.
- Herr Balaban und seine Tochter Selda. Illustriert von Linda Wolfsgruber, Weinheim 2002.
- Von den Wilden Frauen. Ein Sagenbuch. Illustriert von Linda Wolfsgruber, Weitra [2002], ISBN 3-85252-382-6.
- Hurentaxi – Aus dem Leben der Callgirls. LIT, Wien/Berlin/Münster 2006, ISBN 3-8258-9939-X.
- Der Himmel ist heut aus Papier Gedichte 1970 – 2017, Klever, Wien 2018, ISBN 978-3-903110-35-9.
- Die Parkourläuferin oder Die Klimakiller sind die Reichen. Roman, edition handmade books 2025, ISBN 9783819405594

### Hörbücher

#### Für Kinder
- Corinna Harfouch spricht: Schlumperwald und andere Geschichten. 2005, ISBN 3-9809758-1-9.
- Lieschen Radieschen und andere komische Geschichten. Von Martin Auer selbst erzählt. 2009, ISBN 978-3-407-81033-5.
- Der wunderbare Zauberer von Oz. audible.de 2009.
- Die Jagd nach dem Zauberstab. audible.de 2010.
- Joscha unterm Baum. audible.de 2010.

#### Für Erwachsene
- Hurentaxi – aus dem Leben der Callgirls. Reportageroman. Hörbuchausgabe: Hoanzl 2008.
- Stadt der Fremden. Kriminalroman. audible.de 2010.
- Deutsch für Außerirdische. Sprachsatiren. audible.de 2010.

## Auszeichnungen
- Kinderbuchpreis des Landes Nordrhein-Westfalen 1990 für Bimbo und sein Vogel.
- Österreichischer Kinderbuchpreis 1994.
- Österreichischer Kinder- und Jugendbuchpreis
  - 1995 für Joscha unterm Baum,
  - 1998 für Der dreckige Prinz.
- Nominierung für den  Deutschen Jugendliteraturpreis 1997 für Was die alte Maiasaura erzählt.
- Lesetopia Literaturpreis 2000.
- Federhasenpreis, 3. Platz 2001/02 für Luzi.
- Eule des Monats Juni 1997 für Der dreckige Prinz.
- Kinderbuchpreis der Stadt Wien 2000 für Warum der Hase lange Ohren hat.
- Schönstes Buch Österreichs 2002 für Von den wilden Frauen. Ein Sagenbuch.
- Verleihung des Berufstitels Professor 2005.
- Eule des Monats Juli 2011 für Ich das machen, sagt Frau Jovanovic.